# Koordinaciona veza
Koordinaciona veza ili koordinatno-kovalentna veza je vrsta hemijske veze kod koje zajednički elektronski par potiče od samo jednog atoma. Ova vrsta veze je prisutna kod kompleksnih jedinjenja između centralnog jona i liganda.